# Julianna twerska
Julianna Aleksandrowna Twerska, ros. Ульяна Александровна Тверская (ur. ok. 1325, zm. 17 marca 1391) – córka wielkiego księcia Aleksandra twerskiego oraz Anastazji halickiej, druga żona księcia litewskiego Olgierda. Matka króla Polski Władysława II Jagiełły.

## Życiorys
Ojciec Julianny, Aleksander twerski w 1329 otrzymał schronienie i wsparcie od Giedymina w jego konflikcie z księciem moskiewskim Iwanem Kalitą, poddanym Ozbega.
W 1349 Olgierd Giedyminowic wielki książę litewski wysłał posłów do Złotej Ordy, proponując Dżani Begowi sojusz przeciwko księciu Siemionowi Moskiewskiemu, lecz oferta ta nie została przyjęta. W tej sytuacji w 1350 Olgierd zawarł z Siemionem pokój oraz ożenił się z jego szwagierką Julianną. Siostra Julianny, Maria, była już wtedy żoną Siemiona.
Wkrótce po przyjęciu przez Jagiełłę chrztu i objęciu przez niego polskiego tronu Julianna wycofała się do monasteru pieczerskiego w Kijowie, gdzie przyjęła imię Maryna (Marina). Według innej wersji wielka księżna spędziła resztę życia w ufundowanym przez siebie po śmierci męża monasterze Świętego Ducha w Witebsku. Tradycja przypisuje księżnej Juliannie działalność fundatorską. Decyzją księżniczki twerskiej wybudowana ok. 1340 r. drewniana cerkiew prawosławna w Wilnie została zastąpiona budowlą z cegły (dziś na tym miejscu znajduje się cerkiew św. Mikołaja). Zmarła 17 marca 1391 r. (dawniej badacze podawali 1392 jako rok jej śmierci). Na inskrypcję z datą dzienną zgonu księżnej natrafiono w marcu 2012 r. w czasie remontu monasteru Przemienienia Pańskiego w Połocku. 5 grudnia 2018 r. Julianna Twerska została kanonizowana przez Ukraińską Autokefaliczną Cerkiew Prawosławną.
Julianna i Olgierd mieli szesnaścioro dzieci:
- Kenna (ok. 1351 - 27 kwietnia 1368) – żona Kazimierza IV, księcia słupskiego
- Eufrozyna (ok. 1352 - 5 grudnia 1405/1406) – żona wielkiego księcia riazańskiego Olega
- Skirgiełło Iwan (ok. 1354 – 23 grudnia 1394 Kijów) – książę trocki 1382–1392, kijowski 1394
- Korybut Dymitr (ok. 1355 - po 1404) – książę nowogrodzki 1386–1392/93
- Teodora (Fedora)  – żona kniazia Światosława Karaczewskiego
- Lingwen Szymon (zm. 19 czerwca 1431) – książę mścisławski i nowogrodzki
- Helena (zm. 15 września 1437) – żona Włodzimierza, księcia moskiewskiego
- Władysław II Jagiełło (ok. 1362 - 1 czerwca 1434 Gródek Jagielloński) – wielki książę litewski 1377–1381, 1382–1392, król Polski od 1386
- Maria (ok. 1363 - ?) – żona bojara litewskiego Wojdyły, a po jego śmierci kniazia Dawida Horodeckiego
- Korygiełło (ok. 1364/1367 - 4 września 1390) – książę mścisławski, regent
- Minigiełło (ok. 1365/1368 - przed listopadem 1382)
- Aleksandra (1368/1370 - 19 czerwca 1434) – żona Siemowita IV, księcia mazowieckiego
- Katarzyna (1369/1374 - 4 kwietnia 1422) – żona Jana II, księcia meklemburskiego
- Wigunt Aleksander (ok. 1372 - 28 czerwca 1392) – książę kiernowski
- Świdrygiełło (ok. 1373 - 10 lutego 1452 w Łucku) – książę witebski 1392–1393, 1430–1436, podolski 1400–1402, nowogrodzki 1404–1408, 1420–1438, czernihowski 1419–1430, wielki książę litewski 1430–1432, pan Wołynia 1437–1452
- Jadwiga (ok. 1375 - po 13 maja 1400[6]) – żona Jana III, księcia oświęcimskiego